# Campylaspis propinqua
Campylaspis propinqua är en kräftdjursart som beskrevs av Jones 1974. Campylaspis propinqua ingår i släktet Campylaspis och familjen Nannastacidae.
Artens utbredningsområde är Surinam. Inga underarter finns listade i Catalogue of Life.